# Erbe fluttuanti
Erbe fluttuanti (浮草?, Ukikusa) è un film del 1959 diretto da Yasujirō Ozu.

## Trama
Komajuro Arashi dirige una compagnia di teatro kabuki. Un giorno d'estate la compagnia giunge in un villaggio di pescatori dove risiede Oyoshi, ex amante del capo da cui ha avuto un figlio naturale (Kiyoshi) che lo crede suo zio. A causa del maltempo lo spettacolo ha poco seguito: in seguito a tale avvenimento iniziano ad emergere varie tensioni che culminano con lo scioglimento della compagnia. Oyoshi tenta di convincere Komajuro a restare nel villaggio, ma la sua serva Sumiko fa di tutto perché il suo capo resti con lei, arrivando al punto di pagare un'attrice per sedurre Kiyoshi. L'attrice finisce tuttavia per innamorarsi realmente del ragazzo, progettando un matrimonio con lui. Komajuro tenta di impedirlo ma, quando Kiyoshi viene a sapere che si tratta di suo padre, lo disconosce.

## Produzione
Erbe fluttuanti deriva da un progetto avviato dalla Shochiku nel 1958, che avrebbe dovuto vedere Ozu realizzare un film (interamente scritto dallo stesso Ozu e Kōgo Noda) intitolato Un povero attore, ambientato nella regione di Niigata e trattante la tematica del teatro kabuki. A causa delle condizioni atmosferiche della regione, il progetto fu sospeso quando si era arrivati a definire l'intero cast (che prevedeva la partecipazione di alcuni attori provenienti dalla Toei e di una piccola parte del cast di Crepuscolo di Tokyo): nei mesi successivi Ozu e Noda modificarono la sceneggiatura, rendendola più simile a quella del film Storia di erbe fluttuanti del 1934 (di cui Erbe fluttuanti costituisce di fatto un remake).
Il progetto attirò l'interesse della Daiei per la quale Ozu, mosso da questioni etiche (aveva promesso a Kenji Mizoguchi, morto tre anni prima, la realizzazione di un film per la stessa casa cinematografica, di cui il regista ricopriva l'incarico di direttore generale) accettò di lavorare per il film, le cui riprese si svolsero tra il settembre e il novembre 1959. La regia del film (che vede, per la prima e unica volta in un film di Ozu a colori, un'inquadratura a carrellata) fu influenzata dall'operatore Kazuo Miyagawa (già collaboratore di Mizoguchi), le cui nozioni sulla fotografia influenzeranno i lavori successivi di Ozu.

## Distribuzione

### Date di uscita
- 17 novembre 1959 in Giappone[2][3]
- 4 dicembre 1962 in Germania Ovest (Abschied in der Dämmerung)[3]
- 24 novembre 1970 negli Stati Uniti (Floating Weeds)[3]
- 1º febbraio 1980 in Finlandia (Kiertolaiset)[3]

### Divieti
Il film è stato sottoposto a limitazioni in Finlandia, Portogallo e Australia, paesi nei quali la visione da parte di spettatori di età inferiore agli otto anni (dodici in Portogallo) deve avvenire dietro presenza di un adulto.